# Хван Дэ Хон
Хван Дэ Хон (кор. 황대헌: англ. Hwang Dae Heon, род. 5 июля 1999 года в Аняне, провинции Кёнгидо) — корейский шорт-трекист, призёр олимпийский игр 2018 года на дистанции 500 метров, четырёхкратный чемпион мира. Окончил Корейский национальный спортивный университет со степенью бакалавр физического воспитания.

## Биография
Хван Дэ Хон начал кататься в начальной школе Анил, а занялся шорт-треком в возрасте 13 лет в 2003 году, когда учился в средней школе Бурим. Он повредил спину впервые, когда учился в 3-м классе средней школы Бухын.
Впервые Хван добился международного успеха в январе 2016 года на юношеском чемпионате мира в Софии. Там он выиграл серебряную медаль в эстафете. В следующем месяце он выиграл золотую медаль на дистанции 1000 метров на зимних юношеских Олимпийских играх 2016 года в Лиллехаммере. 
Он посещал среднюю школу Бухын, когда установил новый мировой рекорд - 1:20,875 в беге на 1000 метров на втором этапе Кубка мира по шорт-треку, который проходил в Солт-Лейк-Сити, в сезоне 2016/17. Спустя пять лет этот рекорд не был побит. В феврале 2017 года на этапе в Дрездене выиграл два серебра на дистанциях 500 и 1000 метров, а в Минске он выиграл свою первую золотую медаль на дистанции 1000 метров. 
В сезоне 2017/18 на Кубке мира в Будапеште на дистанциях 500 м, 1000 м и 1500 м занял соответственно 3-е, и два 2-х места. В Дордрехте победил в беге на 1500 м и стал 3-м в беге на 500 м, в Шанхае занял 1-е место на дистанции 1500 м, а в Сеуле поднялся на 2-е места в беге на 1000 м и 1500 м. В общем зачёте Кубка на дистанции 1500 м он выиграл золотую медаль, а на 1000 м серебряную медаль.
На зимних Олимпийских играх 2018 года в Пхёнчхане он завоевал серебряную медаль на дистанции 500 метров и 4-е место в эстафете. В марте 2018 года он выиграл на чемпионате мира в Монреале бронзовую медаль в многоборье и золотую медаль на дистанциях 500 м в эстафете. На чемпионате мира 2019 года в Софии он стал чемпионом на дистанции 500 метров и в эстафетном забеге, а также завоевал две серебряные награды в многоборье и на 1000 метров. 
В сезоне 2018/19 на Кубке мира в Дрездене выиграл золото в беге на 1000 м и серебро на 500 м, а в Турине завоевал два золота на дистанциях 500 м и 1000 м.
В июне 2019 года команды по шорт-треку вместе тренировались по скалолазанию в Атлетической деревне Джинчхон. Во время тренировки, Лим Хё Джун снял штаны со своего юниора, Хван Дэ Хона, который ранее лазил по каменной стене. Хван почувствовал себя крайне униженным и сообщил тренерскому штабу, что подвергся сексуальным домогательствам. Менеджер Чан Квон Ок сообщил об этом Федерации. После этого Лим Хё Джуна отстранили от соревновании и он натурализовался в Китае.
На Кубке мира в сезоне 2019/20 в Солт-Лейк-Сити взял золото в беге на 500 м и 1000 м, а также серебро в эстафете, следом в  Монреале вновь выиграл золото в беге на 1000 м и два серебра в беге на 500 м и в эстафете. В январе 2020 года на Чемпионате четырех континентов Хван Дэ Хон выиграл не только в абсолютном зачёте, но и на всех дистанциях, включая эстафету. В феврале на 5-м этапе Кубка мира в Дрездене он выиграл в эстафете. В сезон 2020/21 соревнования не проводились из-за пандемии коронавируса.
Он занял 1-е место в национальном отборе на сезон 2021-2022, который проводился в мае 2021 года, на Кубке мира в Дебрецене выиграл золото в беге на 1000 м и серебро в эстафете, в Нагое выиграл золото в беге на 500 м и серебро в беге на 1500 м и в Пекине завоевал золото в беге на 1000 м и бронзу в смешанной эстафете. В общем зачёте Кубка в беге на 1000 м выиграл серебряную медаль. Он не смог участвовать во 2-м и 4-м этапах из-за хронических травм спины.
2 декабря 2021 года Хван Дэ Хон подписал двухлетний контракт с офисом провинции !Канвондо. Размер контракта считается самым высоким в истории команды. Он начал выступать за команду с 1 января 2022 года.
На XXIV зимних Олимпийских играх 2022 года в Пекине, 7 феврале в беге на 1000 метров  Хван Дэ Хон не смог выйти в финал А и в итоге занял 8-е место, а 9 февраля 2022 года завоевал золотую олимпийскую медаль на дистанции 1500 метров.

## Победы на Кубке мира
| Номер | Дата            | Место                | Дисциплина |
| ----- | --------------- | -------------------- | ---------- |
| 1.    | 11 февраля 2017 | Минск, Беларусь      | 1000 м     |
| 2.    | 7 октября 2017  | Дордрехт, Нидерланды | 1500 м     |
| 3.    | 11 ноября 2017  | Шанхай, Китай        | 1500 м     |
| 4.    | 2 февраля 2019  | Дрезден, Германия    | 1000 м     |
| 5.    | 9 февраля 2019  | Турин, Италия        | 500 м      |
| 6.    | 10 февраля 2019 | Турин, Италия        | 1000 м     |
| 7.    | 2 ноября 2019   | Солт-Лейк-Сити, США  | 500 м      |
| 8.    | 3 ноября 2019   | Солт-Лейк-Сити, США  | 1000 м     |
| 9.    | 9 ноября 2019   | Монреаль, Канада     | 1000 м     |
| 10.   | 24 октября 2021 | Пекин, Китай         | 1000 м     |
| 11.   | 30 октября 2021 | Нагоя, Япония        | 500 м      |
| 12.   | 21 ноября 2021  | Дебрецен, Венгрия    | 1000 м     |